# Ken McAuley
Kenneth Leslie McAuley (* 9. Januar 1921 in Edmonton, Alberta; † 18. Juni 1992) war ein kanadischer Eishockeytorwart und -trainer, der von 1943 bis 1945 für die New York Rangers in der National Hockey League spielte.

## Karriere
Ken McAuley spielte zunächst in seiner Geburtsstadt bis 1941 bei den Edmonton Maple Leafs, bevor er die folgende Saison bei den Regina Rangers in der Saskatchewan Senior Hockey League absolvierte. Im Anschluss leistete der Kanadier ein Jahr Militärdienst. Am 16. Oktober 1943 unterzeichnete er als Free Agent einen Kontrakt bei den New York Rangers aus der National Hockey League. Die Rangers litten stark an den Auswirkungen des Zweiten Weltkriegs und hatten im Verlauf der Saison 1942/43 vier Torhüter eingesetzt, von denen in der folgenden Spielzeit jedoch keiner im Kader der Blueshirts stand. Das Management der Rangers glaubte mit McAuley die Lösung für das Torhüterproblem gefunden zu haben. Der Kanadier absolvierte in seiner Debütsaison alle 50 Partien in der regulären Saison, überzeugte jedoch ebenso wenig wie seine Vorgänger und kassierte insgesamt 310 Gegentore, mehr als jeder andere Torhüter in der NHL-Geschichte in einer Spielzeit. Er war es auch, der 30. Oktober 1943 nach 15 Sekunden den schnellsten Treffer eines Rookie durch Gus Bodnar kassierte.
Die Rangers gewannen lediglich sechs Spiele in dieser Saison und McAuley hatte einen miserablen Gegentorschnitt von 6,24. Im einseitigsten NHL-Spiel der Geschichte am 23. Januar 1944 in der Begegnung gegen die Detroit Red Wings musste der Torwart bei 58 Torschüssen 15 Gegentore einstecken, während den Rangers bei neun Torschüssen kein Treffer gelang. Ungeachtet der schwachen Leistungen ihres Stammtorwarts erhielt dieser auch für die Saison 1944/45 einen Kontrakt bei den Blueshirts. Seine Statistiken verbesserten sich und in 46 Begegnungen erhielt er noch 227 Gegentreffer. Im Saisonverlauf gelang ihm sein einziger Shutout in der NHL. Er gewann elf Partien und sein Gegentorschnitt lag bei 4,93. Nach dem Ende des Zweiten Weltkriegs setzten die Rangers auf das Torwartduo Chuck Rayner und Jim Henry, sodass McAuleys Karriere in der National Hockey League beendet war. Später war er noch in diversen Senior-Amateur-Ligen aktiv. Als Cheftrainer stand McAuley von 1952 bis 1954 bei den Edmonton Oil Kings in der Western Canada Hockey League hinter der Bande.